# Gustaf Hagelin
Gustaf Hagelin (n. 5 octombrie 1897, Lidköping parish⁠(d), Skaraborg⁠(d), Suedia – d. 13 decembrie 1983, Falsterbo church parish⁠(d), Malmöhus⁠(d), Suedia) a fost un sportiv ce a reprezentat Suedia, medaliat olimpic. A participat la o ediție a Jocurilor Olimpice (1924) în care a câștigat o medalie de argint.

## Participări
Lista de mai jos prezintă principalele competiții la care a participat Gustaf Hagelin de-a lungul carierei.
- equestrian at the 1924 Summer Olympics – team eventing[*]